# Rosanky
Rosanky es un lugar designado por el censo ubicado en el condado de Bastrop en el estado estadounidense de Texas. En el Censo de 2020 tenía una población de 1473 habitantes y una densidad poblacional de 27,83 habitantes por km². Fue incluido como CDP en el censo de 2020.

## Geografía
Rosanky se encuentra ubicado en las coordenadas 29°55′46″N 97°17′37″O / 29.92944, -97.29361.Según la Oficina del Censo de los Estados Unidos,  tiene una superficie total de 52,93 km², de la cual 52,87 km² corresponden a tierra firme y 0,06 km² a agua.